# Dolorosa (novela)
Dolorosa es una novela literaria de corte obscuro y temática vampírica, hecha por el escritor Gerardo Horacio Porcayo y publicada por primera vez en 1999 en el ya desaparecido sello Times Editores. Se trata de la cuarta novela fantástica, publicada por Porcayo, pero la primera dedicada por entero a lo vampírico, aunque su obras Sombras sin tiempo (Lectorum, 1999) y Ciudad espejo, ciudad niebla, ya aboraban desde distíntos ángulos la figura del vampiro. En 2013, LD Books realizó una segunda edición, restaurando la original cuarta de forros escrita por Alberto Chimal

## Sucesos

### Antecedentes
Dolorosa es considerada una novela de culto y circula una leyenda urbana sobre el robo y desaparición de la primera edición (Times editores) entera, formada y conceptualizada en su diagramación por Bernardo Fernández BEF y con una primera de forros (muy al estilo cómic para lectores maduros) e ilustraciones interiores de Osvaldo Cortés, lo que explica un escaso impacto crítico en aquel momento, pero respalda el prestigio que en los círculos góticos y dark mantenía.

### Segunda Edición
Tras catorce años de su original edición, fue publicada por Editorial Lectorum en su sello LD Books en febrero de 2013. Y en la cuarta de forros, Alberto Chimal afirma:
"Como sus padres secretos, los románticos, Porcayo percibe al mundo y lo describe a través del filtro espeso se las emociones. Sus imágenes repiten, incluso, las bofetadas que ellos dieron a las buenas consciencias de su tiempo. Está la confluencia del orgasmo y la aniquilación; está la carroña de Baudelaire; está la imagen nítida de una "ninfa en el sombrío jardín de la muerte".
Versión original de la cuarta de forros que ya adelanta el tipo de narrativa, alejada de lo meramente comercial y emparentada con esa noción precedente, esa oscuridad que, como el mismo Chimal lo aseguraba en la versión de Times:
"Su historia (de Abigail, de la co protagonista) y la de su caída, pueden ser vistas como una metáfora de este tiempo, pero en verdad lo trascienden: son una nueva variación del tema del despertar, de la toma de consciencia hecha a costa del sufrimiento".
Una obra que aborda el vampiro desde una perspectiva de doloroso camino de aprendizaje, o como también lo señalara Marco Ulises Morón :
"Presenciamos la relación tormentosa de una pareja de vampiros, conformada por nuestro narrador y la joven Abigail; los acompañamos en su lucha por vencer el tormentoso tedio de tinieblas que se cierne ante sus ojos. Eso y el hambre. Poco a poco incrementa el deseo de saciar su sed y su deseo. Justo cuando la eternidad parecía algo llevadero, los placeres desenfrenados que practican alcanzan un tono siniestro que promete entregarlos a la demencia, y se dan cuenta de que hay cosas peores que no morir nunca.
"El universo que propone Porcayo es el del condenado. Una visión atormentada se impone de manera total. Aquí una de las virtudes del libro: no ofrece un solo episodio en el que se exponga el contraste entre la vida de los protagonistas como humanos y su vida actual como vampiros. No hay necesidad si no hay diferencias. Los demonios que atormentan a nuestros protagonistas son los mismos que atormentan a las figuras grises que deambulan por la ciudad sin rumbo alguno."
Novela intimista, novela grotesca que alude a todos y cada uno de los sentidos del lector para arrancarlo de la cotidianeidad y sumergirlo en las oscuras mazmorras de una casa abandonada que intuimos cercana al Pedregal, en una caverna de sangre, cuerpos desnudos y cámaras necróticas donde se acumula la podredumbre; es una obra muy rara y disfrutable de frente al panorama ofrecido por la actual industria editorial llena de vampiros descafeinados y cortes decadentes donde lo más terrible sería la ebriedad...

### Inclusión en antología
En noviembre de 2016, editorial Lectorum realizó un libro compilatorio intitulado Crónicas de Sangre y Dolor. Trilogía de vampiros,  que incluye las novelas integras Dorian Eternity de Blanca Mart, Dolorosa de Gerardo Horacio Porcayo y Silenciosos signos de Ricardo Guzmán Wolfer. 

## Influencias
La novela hace referencia y cita a varios autores románticos hispanoamericanos. Entre ellos Gustavo Adolfo Bécquer, pero sobre todo a Julián del Casal (más considerado como modernista) de uno de cuyos poemas, Porcayo pudo haber tomado el título (Dolorosa) aunque el citado es Horridum Somnium.